# سازمان مدارای جهانی

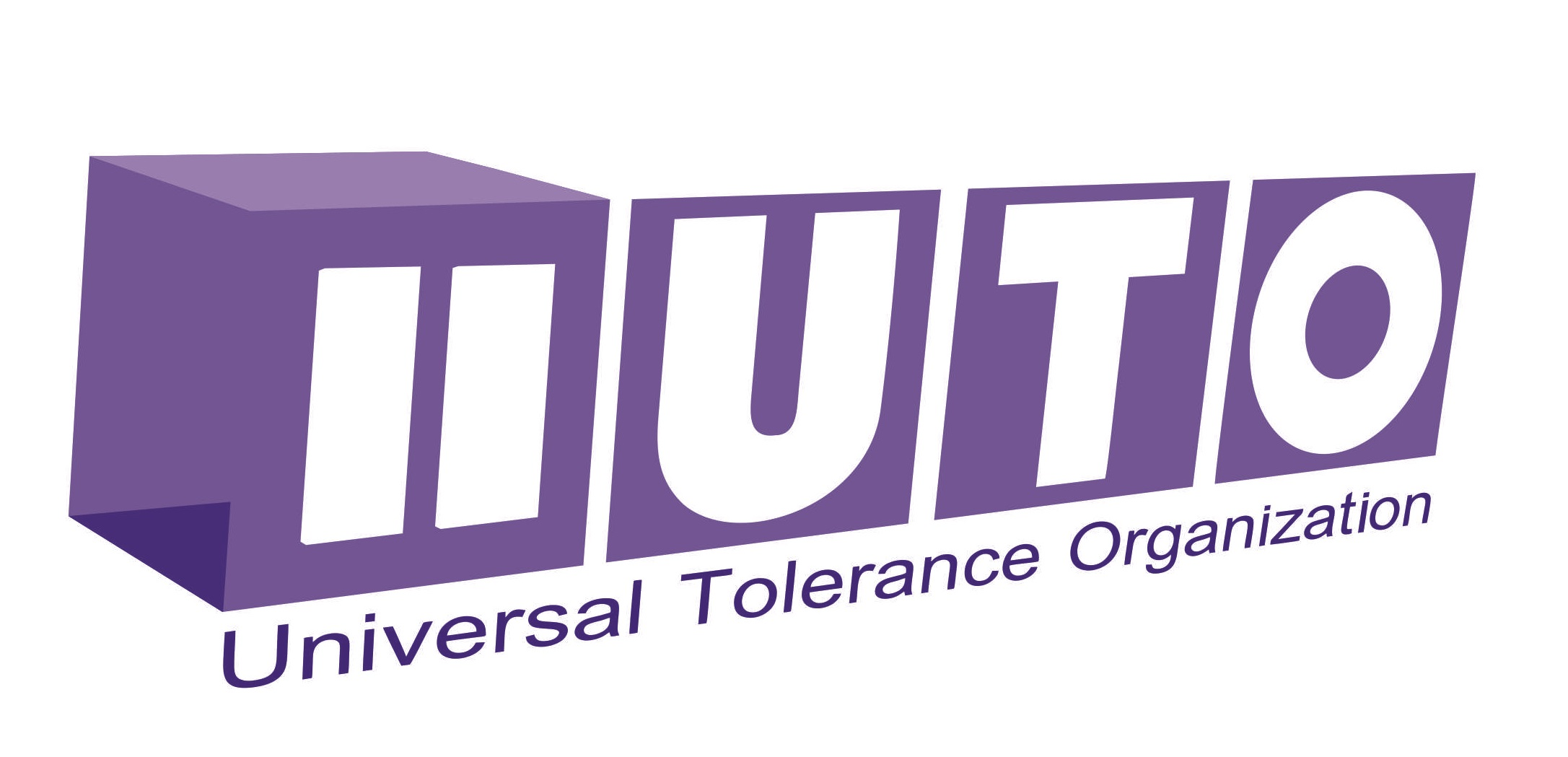
آرم سازمان مدارای جهانی

سازمان مدارای جهانی (به انگلیسی: Universal Tolerance Organization)  یک سازمان مستقل در نروژ است که با هدف ایجاد احترام به حقوق بشر، صلح، دموکراسی و توسعه پایدار از راه مدارا فعالیت دارد.  مدیر این سازمان، محمد مصطفایی، وکیل ایرانی مقیم نروژ است.
«سازمان مدارای جهانی» در سال ۲۰۱۲ شکل گرفته است و دفتر آن در شهر درامن قرار دارد .. این سازمان در سال ۲۰۱۳ یک همایش با عنوان "مدارا" همراه با یک نمایشگاه و مسابقه کاریکاتور با موضوع مدارا میان فرهنگ‌های جهان برگزار کرد. .

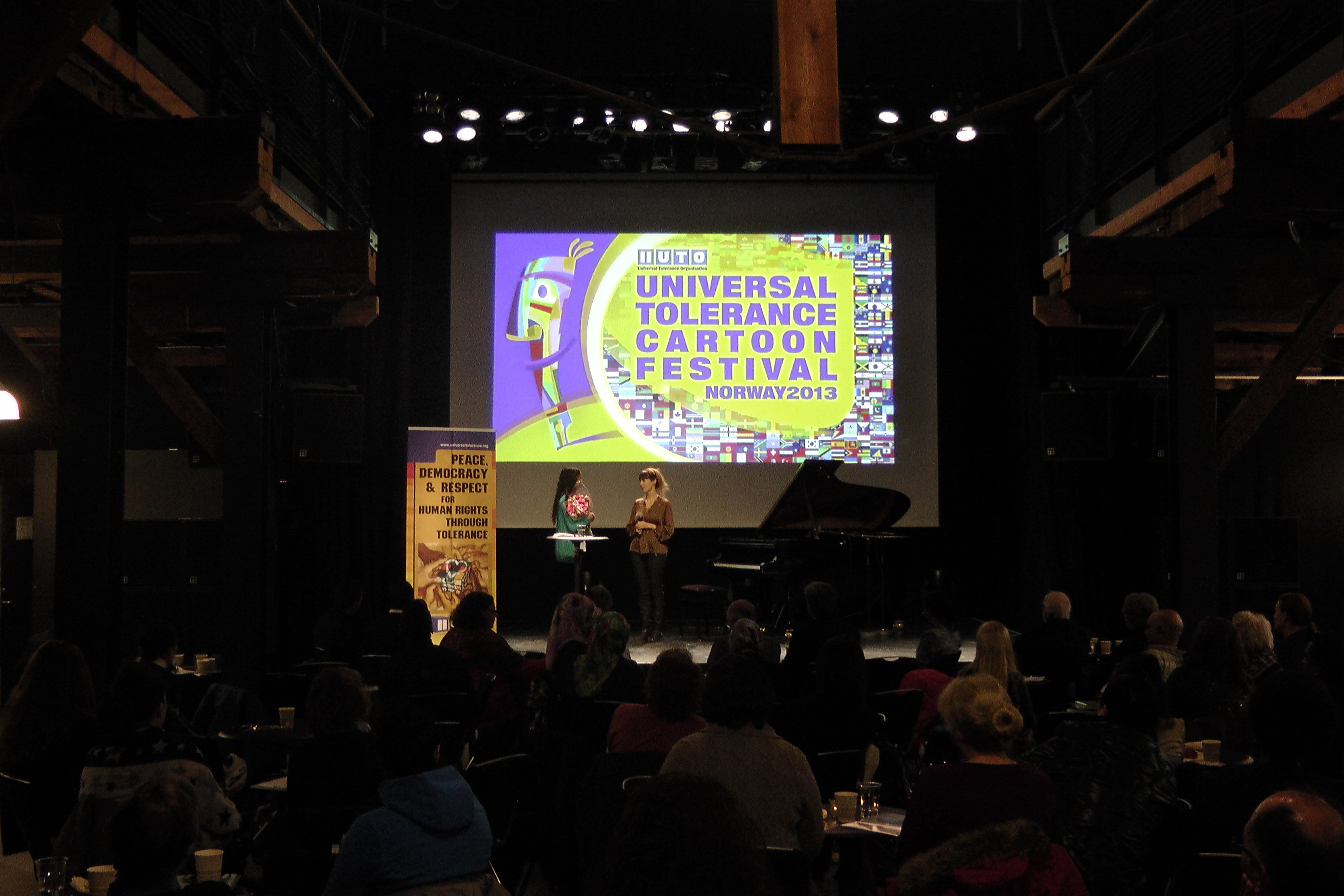
مراسم اعلام جوایز مسابقه جهانی کاریکاتور مدارا در نروژ